# Avon-la-Pèze
Avon-la-Pèze – miejscowość i gmina we Francji, w regionie Grand Est, w departamencie Aube.
Według danych na rok 1990 gminę zamieszkiwało 114 osób, a gęstość zaludnienia wynosiła 9 osób/km².

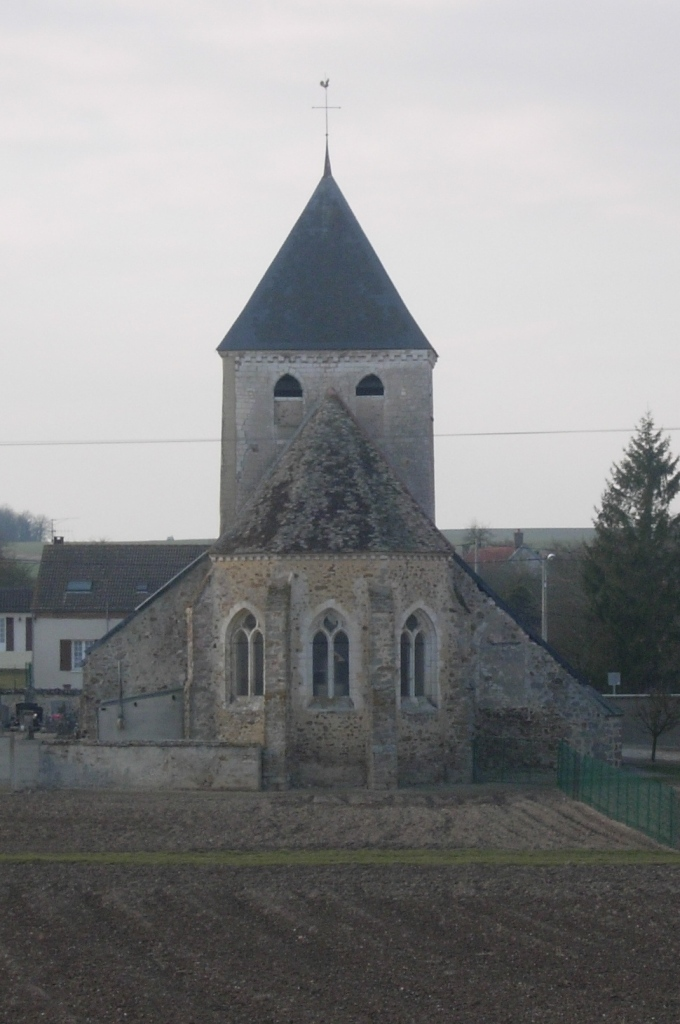
Kościół w Avon-la-Pèze, 2009